# Mariana Gómez
Mariana Gómez (født 11. juli 1990) er en håndboldspiller fra Uruguay. Hun spiller på Uruguays håndboldlandshold, og deltog under VM 2011 i Brasilien.